# Bockstens mosse

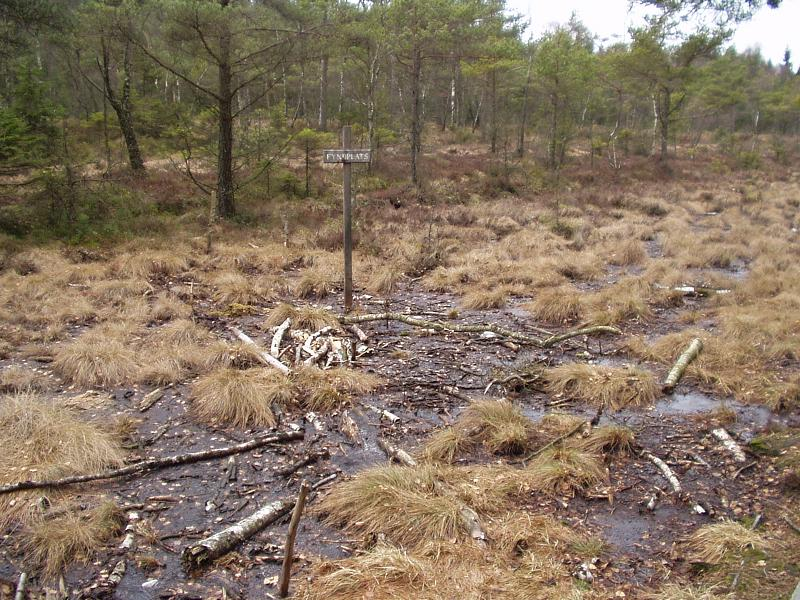
Fyndplatsen

Bockstens mosse är högmosse i Åkulla by, Rolfstorps socken, Varbergs kommun, Sverige. Mossen är känd för att Bockstensmannen hittades där 1936. 
Den ligger i närheten av gården Bocksten vid vägen Åkulla-Svartrå, som i gångna tider var en del av Varbergsbygdens "huvudled" mot nordost. Mossen är skyltad och på gångavstånd (cirka 1,5 kilometer) från Åkulla friluftsgård, som ligger omkring 25 kilometer öster om centralorten Varberg, med vägvisning från Länsväg 153.
Mossen får det mesta av sitt vatten genom regn men även till en del från bäckar. Den har bildats ur en tidigare sjö som vuxit igen. Den växer med omkring en till två millimeter per år. Sedan tiden för Bockstensmannen död bör den alltså ha vuxit med mellan 5 och 20 centimeter.